# Kémi Séba

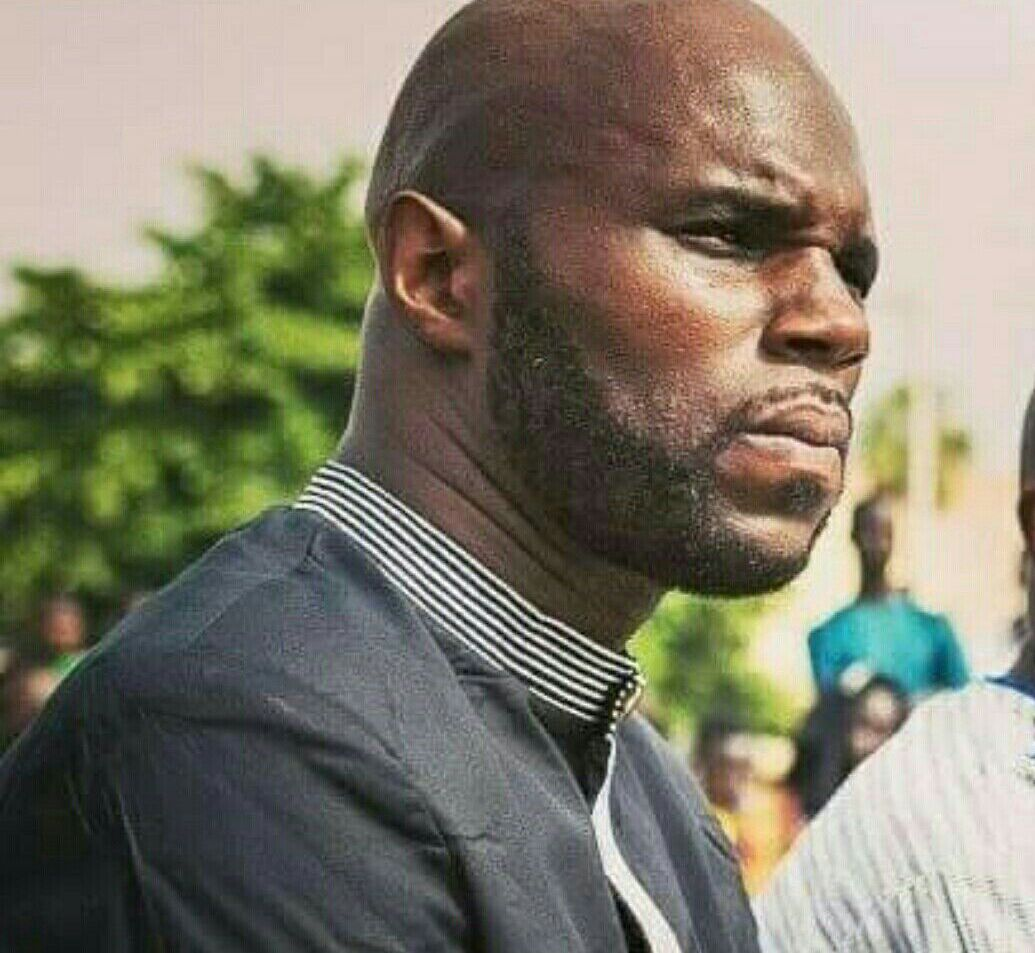
Kémi Séba năm 2017

Kémi Séba, tên thật là Stellio Capo Chichi, là một lãnh tụ chủ nghĩa Hòa Phi và nhà báo người Pháp gốc Bénin.
Từ năm 2017, ông đã lãnh đạo một cuộc chiến chống lại chủ nghĩa tân dược tại Pháp. Ông tố cáo đồng franc CFA và việc thiếu chủ quyền tiền tệ ảnh hưởng đến các quốc gia sử dụng loại tiền này, thông qua các cuộc biểu tình chính trị ở tất cả các quốc gia châu Phi nói tiếng Pháp, khiến ông bị trục xuất nhiều lần.

## Tiểu sử
Stellio (Stelio) Gilles Robert Capo Chichi được sinh ra tại Pháp của cha mẹ Beninese. Nguồn gốc khác (Ivorian và Haiti) tuy nhiên đôi khi được quy cho nó. Sau một năm rưỡi dành cho Quốc gia Hồi giáo ở Paris, nơi sẽ cho anh cơ sở tư tưởng và năng lực của anh như một nhà hùng biện, anh ủng hộ "đánh giá lại chủng tộc đen", anh nói bởi "sự tách biệt" của người da đen và người da trắng (ông gọi chúng là "leucoderms") "hậu duệ của nô lệ thuộc địa" và theo ông, đối với ông, đối với nhiều người, vẫn thực hành việc từ chối người da đen [3]. Ông tự giới thiệu mình vào năm 2007 với tư cách là "nhà hoạt động chuyên nghiệp phục vụ nạn nhân phân biệt chủng tộc, vì màu da sẫm", "sống" từ những người ủng hộ, 300 đến 600 euro mỗi tháng".
Kết hợp chủ nghĩa Panafrican và Kemitism, ông đã tham gia thành lập Đảng Kemite cấp tiến vào năm 2002, trong đó ông là người phát ngôn quốc gia trong hai năm, trước khi rời bỏ tổ chức này để thấy nó quá hòa nhập với sở thích của ông. Trong thời kỳ này, ông chấp nhận bút danh "Kémi Séba", một bản dịch tiếng Pháp của một thuật ngữ Ai Cập có nghĩa là "Ngôi sao đen".
Sau đó, vào tháng 12 năm 2004, ông thành lập Bộ lạc Ka, tổ chức thứ hai được coi là một phong trào chính trị huyền bí của sự vâng phục Kemite.
Séba xuất hiện trên các phương tiện truyền thông Pháp vào tháng 5 năm 2006 bằng cách đi xuống khu phố Do Thái lịch sử của des des desiers ở Paris (quận 4), cùng với các chiến binh của nhóm nhỏ của cô, Ka Tribe. Hoạt động này đã khiến Bộ trưởng Bộ Nội vụ giải tán tổ chức này vào tháng 7 năm 2006 vì "kích động hận thù chủng tộc" và "chủ nghĩa bài Do Thái". Ông cũng đã bị tòa án Pháp kết án nhiều lần vì kích động hận thù chủng tộc, nhận xét chống Do Thái và phẫn nộ.
Vào tháng 7 năm 2008, anh ta đã chuyển sang đạo Hồi sau khi ở tù, và tuyên bố đã từ bỏ thông tin "siêu quyền lực" của mình để ủng hộ tầm nhìn "khác biệt về đạo đức", không còn suy nghĩ rằng "người da trắng là ác quỷ."
Vào ngày 14 tháng 4 năm 2010, ông được mệnh danh là "Bộ trưởng Pháp ngữ" của tổ chức New Black Panther Party có trụ sở tại Washington, và đại diện của nhà truyền giáo cực đoan đen Khalid Abdul Muhammad. Anh ta nhận được nhân dịp này tên của "Kemiour Aarim Shabazz".
Vào ngày 14 tháng 7 năm 2010, ông tuyên bố ra mắt Trung tâm Black Pempers, một trung tâm giải trí dành cho trẻ em da đen tại Pháp. Kémi Séba tự biện minh cho mình bằng cách phủ nhận rằng trung tâm giải trí này dành riêng cho trẻ em da đen nhưng nó mở cửa cho trẻ em có nguồn gốc mà cha mẹ chúng muốn chúng có được kiến thức về châu Phi.
Kể từ tháng 4 năm 2013, ông đam nhiệm chức nhà phân tích địa chính trị trên một số đài truyền hình ở Tây Phi và giảng về chủ nghĩa Hòa Phi ở nhiều trường đại học châu Phi. Ông là người khai thủy cử hành các cuộc biểu tình phản đối Franc CFA mà ông đã tham gia ở cộng đồng chư quốc châu Phi Pháp ngữ. Vào tháng 3 năm 2015, Kémi Séba đã được Mahmoud Ahmadinejad tiếp nhận để nói về sự cần thiết phải hợp tác giữa các quốc gia thuộc Thế giới thứ ba đối đầu với chủ nghĩa đế quốc phương Tây. Vào tháng 1 năm 2018, ông được bình tuyển làm nhân vật châu Phi của năm 2017 bởi Đài tân văn châu Phi cho cuộc đấu tranh của ông phản đối chủ nghĩa thực dân mới của Pháp và Franc CFA ở cộng đồng chư quốc châu Phi. Vào tháng 12 năm 2017, ông đã được Alexandre Douguine, một nhà trí thức dân tộc Nga mời đến Moscow để nói về sự cần thiết phải tạo ra một liên minh địa chính trị giữa các phong trào ủng hộ chủ nghĩa Pan-Phi và những người ủng hộ chủ nghĩa Á-Âu, để tham gia lực lượng chống bá quyền. của phương Tây, và củng cố dự án chính trị của một thế giới đa cực. Vào ngày 24 tháng 3 năm 2018, ông được trao tặng bởi hiệp hội MIPAD của Mỹ, giải thưởng Hoa Kỳ "Những người có ảnh hưởng nhất của người gốc Phi" (MIPAD), phần thưởng cho 100 người có ảnh hưởng ở châu Phi. Tuy nhiên, anh từ chối nhận chiếc cúp của mình ở New York, tuyên bố rằng đã đến lúc ngừng nhận huy chương vào nửa thời gian của một cuộc chiến mà trong mắt anh, còn lâu mới kết thúc. Vào tháng 9 năm 2018, ông đã được các giám đốc của Phong trào 5 sao tiếp nhận tại Rome để cung cấp cho họ một hồ sơ về CFA Franc và Françafrique. Vài tháng sau, Luigi Di Maio và Alessandro Di Battista đã thiến Pháp vì chính sách duy trì CFA Franc và chủ nghĩa được coi là chủ nghĩa thực dân của nó ở Châu Phi. Những cuộc tấn công này là nguồn gốc của một sự cố ngoại giao giữa Pháp và Ý.
Vào tháng 3 năm 2019, vẫn trong cuộc chiến chống lại đồng CFA, Kémi Séba đến Côte d'Ivoire và cố gắng tổ chức một cuộc biểu tình ở đó. Anh ta bị trục xuất từ Côte d'Ivoire đến Bénin vì "nguy cơ bất ổn" liên quan đến sự kiện này. Khi đến Cotonou, anh ta bị cảnh sát Benan thẩm vấn.
Vào tháng 12 năm 2019, trong khi cáo buộc Pháp chịu trách nhiệm một phần cho khủng bố ở Sahel, Kémi Séba đã tự mình xử lý quân đội khu vực, để chiến đấu chống lại các chiến binh thánh chiến. Do đó, ông đã đề xuất với các chủ tịch của G5 Sahel về việc thành lập một nhóm "tình nguyện viên dân sự Pan-Phi".
Vào tháng 12 năm 2019, như một phần của một hội nghị tại Đại học Joseph Ki-Zerbo ở Ouagadougou, Kemi Seba đã tố cáo sự đệ trình của các tổng thống châu Phi lên chính phủ Pháp [130] và mô tả các tổng thống Burkinabè là "colander hay robot", Nigeria "Crazy", Ivorian "kịch tính" và "nghệ sĩ múa rối" người Pháp. [131] Sau lời nhận xét của mình, Kémi Séba đã bị bắt và sau đó bị kết án tù treo hai tháng và phạt 200.000 franc CFA vì khinh miệt các nguyên thủ quốc gia. [132] Tuy nhiên, anh khẳng định không hối hận về lời nói của mình.
Vào ngày 23 tháng 2 năm 2020, Séba trở lại Sénégal để tham dự kháng cáo cho phiên tòa của mình vì đã đốt một tờ giấy bạc CFA. Anh ta bị bắt tại sân bay Blaise-Diagne, bị giam trong 30 giờ và sau đó bị trục xuất về Bỉ. Việc tổ chức phiên tòa sau đó bị hoãn lại.
Vào tháng 10 năm 2020, Kémi Séba đến Côte d'Ivoire để yêu cầu hoãn cuộc bầu cử tổng thống năm 2020, sau nhiệm kỳ thứ ba của Alassane Ouattara.
Vào tháng 10 năm 2021, ba năm sau khi bị quay lưng tại sân bay Conakry, Kemi Seba được phép vào lãnh thổ Guinea từ nơi anh gặp Mamady Doumbunya.
Vào tháng 2 năm 2023, Kemi Seba đã phát hành cuốn sách mới nhất của mình “Triết lý về Liên minh châu Phi cơ bản” tại Fiat Lux Edition..
Vào tháng 2 năm 2024, chính quyền Pháp đã tiến hành thủ tục tước quốc tịch Pháp đối với Kemi Seba, Kemi Seba cũng mang quốc tịch Bénin. Chính quyền Pháp cáo buộc Kemi Seba truyền bá tình cảm chống Pháp khắp Tây Phi.. Vào ngày 9 tháng 7 năm 2024, Theo một nghị định được công bố trên Tạp chí Chính thức của Pháp, Kemi Seba dứt khoát bị tước quốc tịch Pháp..
Vào tháng 1 năm 2025, Kémi Séba tuyên bố ý định tham gia tranh cử tổng thống năm 2026 tại Benin..